# Cixidia confusa
Cixidia confusa är en insektsart som beskrevs av Bryan Patrick Beirne 1950. Cixidia confusa ingår i släktet Cixidia och familjen vedstritar. Inga underarter finns listade i Catalogue of Life.